# جوناثان جاكسون
جوناثان جاكسون (بالإنجليزية: Jonathan Jackson)‏ هو سياسي أمريكي، ولد في 4 يونيو 1743 في بوسطن في الولايات المتحدة، وتوفي بنفس المكان في 5 مارس 1810. حزبياً، نشط في الفيدرالي. وقد انتخب أمين صندوق الدولة ‏ وانتخب عضو مجلس نواب ماساتشوستس وانتخب Treasurer and Receiver-General of Massachusetts ‏.